# Amidorfin
Amidorfin je endogeni, -terminalno amidisani, opioidni oktapeptid koji nastaje proteolitičim presecanjem proenkefalina A. Adrenorfin je široko rasprostranjen u mozgu sisara. Posebno visoke koncentracije su nađene u adrenalnoj meduli, posteriornoj hipofizi, i strijatumu. U nekim oblastima mozga, amidorfin je intenzivno dalje redukovan u manje fragmente, kao što su ne-opioidni peptid amidorfin-(8—26), kome nedostaje -terminalna -enkefalinska sekvenca amidorfina. Met-enkefalin može takođe da bude proizvod presecanja amidorfina.